# Yamautidius
Yamautidius is een geslacht van kevers uit de familie van de loopkevers (Carabidae). De wetenschappelijke naam van het geslacht is voor het eerst geldig gepubliceerd in 1957 door Ueno.

## Soorten
Het geslacht Yamautidius omvat de volgende soorten:
- Yamautidius aenigmaticus Ueno, 1978
- Yamautidius anaulax Ueno, 1978
- Yamautidius basisquamatus Ueno, 1982
- Yamautidius compositus Ueno, 1982
- Yamautidius croson Ueno & Naito, 2006
- Yamautidius debilis Ueno, 1982
- Yamautidius dilaticollis Ueno, 1982
- Yamautidius edentatus Ueno, 1982
- Yamautidius emarginatus Ueno, 1982
- Yamautidius eos Ueno, 1982
- Yamautidius fissuralis Ueno, 1990
- Yamautidius flabellatus Ueno, 1982
- Yamautidius hirakei Ueno, 1982
- Yamautidius ishikawaorum Ueno, 1982
- Yamautidius latipennis Ueno, 1960
- Yamautidius mohrii Ueno, 1982
- Yamautidius pubicollis (Ueno, 1957)
- Yamautidius rarissimus Ueno, 1982
- Yamautidius ryosukei (Ueno, 1960)
- Yamautidius securiger Ueno, 1982
- Yamautidius spinulosus Ueno, 1982
- Yamautidius squamosus Ueno, 1982
- Yamautidius sucmo Ueno & Naito, 2006
- Yamautidius tetsuoi Ueno, 1982
- Yamautidius uozumii Ueno, 1982
- Yamautidius yamauchii Ueno, 1982